# Johann Martin Uhl
Johann Martin Uhl (latinisiert: Johannes Martinus Uhl; * 1618 in Schweinfurt; † nach 1660) war ein deutscher Mediziner.

## Leben
Der aus Schweinfurt stammende Johann Martin Uhl studierte Medizin an der Universität Jena und immatrikulierte sich zum Sommersemester 1645 an der Universität Altdorf, an der er am 26. Juni 1645 mit einer Dissertationsschrift über die Pest die Doktorwürde erhielt. Uhl wirkte als Lizenziat der Medizin und war hennebergischer Stadtphysicus in Schleusingen. Er hielt auch, wie damals üblich, Vorlesungen über Physik am Schleusinger Gymnasium. Am 30. Dezember 1652 wurde er als Mitglied (Matrikel-Nr. 12) in die Academia Naturae Curiosorum, die heutige Leopoldina, aufgenommen. Sein genaues Todesdatum ist nicht hinreichend geklärt: Andreas Elias Büchner gibt in seiner Festschrift zum 100-jährigen Bestehen der Leopoldina das Jahr 1657 an, Karl Gottlob Dietmann in seiner Kirchen- und Schulgeschichte der Grafschaft Henneberg das Jahr 1660 und die Leopoldina und der Schweinfurter Stadtarchivar Uwe Müller führen ihn mit dem Jahr 1666. Nachweislich existiert noch ein Briefverkehr von 1660 im Thüringischen Staatsarchiv Meiningen.